# Juan Pablo Medina
Pour les articles homonymes, voir Medina.
Juan Pablo Medina (né le 22 octobre 1976 en Virginie (États-Unis)) est un acteur américain qui travaille au Mexique,.

## Biographie
Juan Pablo né le 22 octobre 1976 en Virginie (États-Unis) est un acteur américain qui travaille au Mexique.
Il a été amputé d'une jambe après une crise cardiaque

## Filmographie

### Cinéma
- 2005 : La última noche d'Alejandro Gamboa : Sergio
- 2008 : Déficit de Gael García Bernal
- 2008 : El garabato d'Adolfo Martínez Solares : Rodolfo
- 2008 : Cinq jours sans Nora de Mariana Chenillo
- 2013 : No sé si cortarme las venas o dejármelas largas de Manolo Caro

### Télévision
- 2001 : Paloma : Bernardo Sánchez Zambrano (1 épisode)
- 2010-2012 : Soy tu fan : Iñaki Díaz de Olavarrieta (25 épisodes)
- 2012 : Amor cautivo : Efraín Valdemar (1 épisode)
- 2013 : Secretos de familia : Juan Pablo (1 épisode)
- 2017 : Guerra de ídolos : Amado Matamoros (76 épisodes)
- 2018 - 2020 : La casa de las flores : Diego Olvera (26 épisodes)
- 2024 : Bandidos : Wilson (7 épisodes)
- 2025 : Le Jeu de l’échelle : Olmo